# بيرك جاكسون
بيرك جاكسون (بالإنجليزية: Burke Jackson)‏ هو سياسي أمريكي، ولد في 14 ديسمبر 1949. حزبياً، نشط في الحزب الجمهوري. وقد انتخب عضو مجلس نواب وايومنغ.